# James C. Scott
James Campbell Scott (2 de diciembre de 1936-19 de julio de 2024) fue un politólogo y antropólogo estadounidense especializado en política comparada. Sus estudios comparan las sociedades agrarias y no estatales de diferentes lugares y épocas.

## Biografía
Scott, que se formó como politólogo, se dedicó a estudiar las sociedades campesinas, el poder estatal y la resistencia política. De 1968 a 1985, Scott escribió de manera influyente sobre la política agraria en la península de Malasia. Si bien mantuvo un interés permanente por el sudeste asiático y el campesinado, sus trabajos posteriores abarcaron muchos temas: formas silenciosas de resistencia política, los fracasos de la transformación social liderada por el Estado, técnicas utilizadas por las sociedades no estatales para evitar el control estatal, usos comunes de los principios anarquistas y el surgimiento de los primeros estados agrícolas. Se espera que su libro póstumo, In Praise of Floods, se publique en febrero de 2025. El New York Times describió su investigación como "muy influyente e idiosincrásica".
Scott recibió su licenciatura en el Williams College y su maestría y doctorado en ciencias políticas en Yale. Enseñó en la Universidad de Wisconsin-Madison hasta 1976 y luego en Yale, donde fue profesor Sterling, el rango académico más alto de dicha universidad, que se otorga a un miembro titular de la facultad considerado el mejor en su campo, en este caso, Ciencias Políticas. En 1991, se convirtió en director del Programa de Estudios Agrarios de Yale. En el momento de su muerte, The New York Times describió a Scott como uno de los científicos sociales más leídos.